# ホラ・スタッカート
『ホラ・スタッカート』（ルーマニア語: Hora staccato）は、グリゴラシュ・ディニクが1906年に作曲したヴァイオリンのためのヴィルトゥオーソ的な楽曲。ルーマニアのホラ形式による短く速い曲で、殊に1932年のヤッシャ・ハイフェッツによる編曲がヴァイオリニストたちにアンコール曲として好まれている。弓の上下ともに例外的にスタッカートを多用した曲である。また活気をもって、てきぱきと明瞭に演奏するよう注釈が添えられている。
ディニクは1906年に自身のブカレスト音楽学校卒業制作として作曲し、式典で演奏した。後に他の楽器、特にトランペットやピアノのための編曲がなされた。

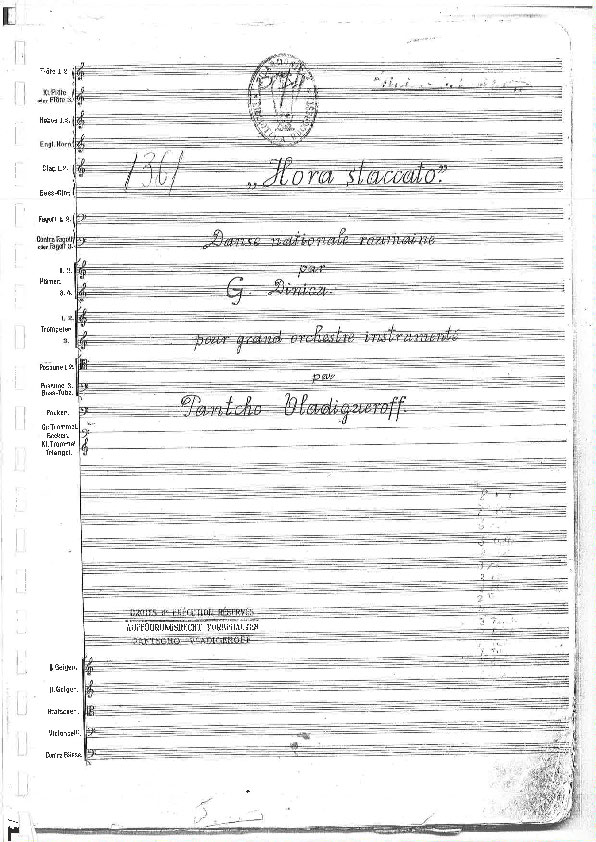
パンチョ・ヴラディゲロフによるオーケストラ用編曲の表紙